# Flèche d'Obitotchna
La flèche d'Obitotchna (en ukrainien : Обитічна коса, en russe : Обиточная коса) est un cordon littoral, une bande de terre dans l'oblast de Zaporijjia qui donne sur la mer d'Azov.
La flèche mesure 6,9 HA et se trouve à l'embouchure de la rivière Obitochna entre les baies d'Obitochny et de Berdiansk. Elle est principalement formée de sables et l'ensemble est classé ainsi qu'un site RAMSA depuis 1997.

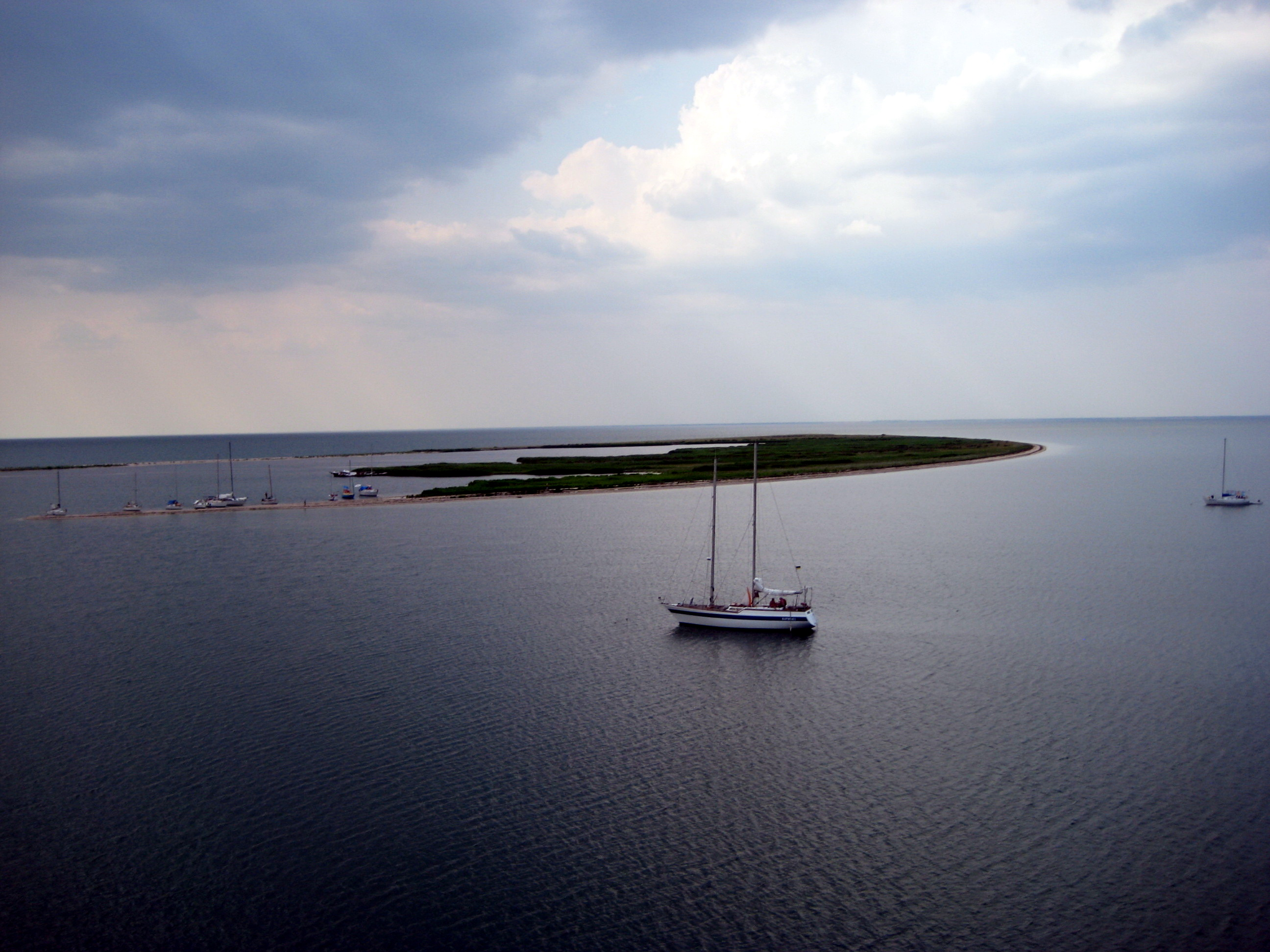
Depuis le large,
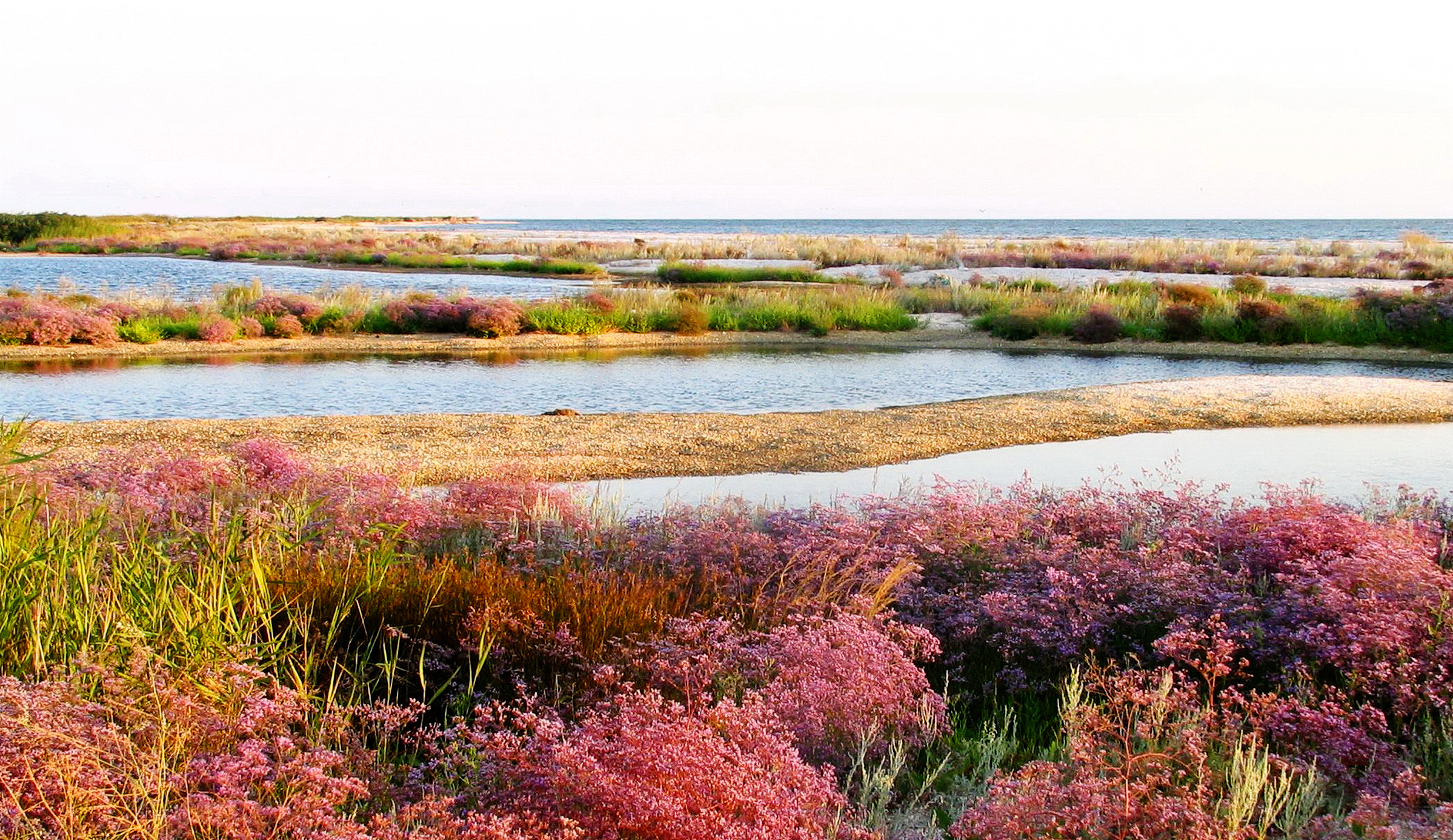
sa végétation,
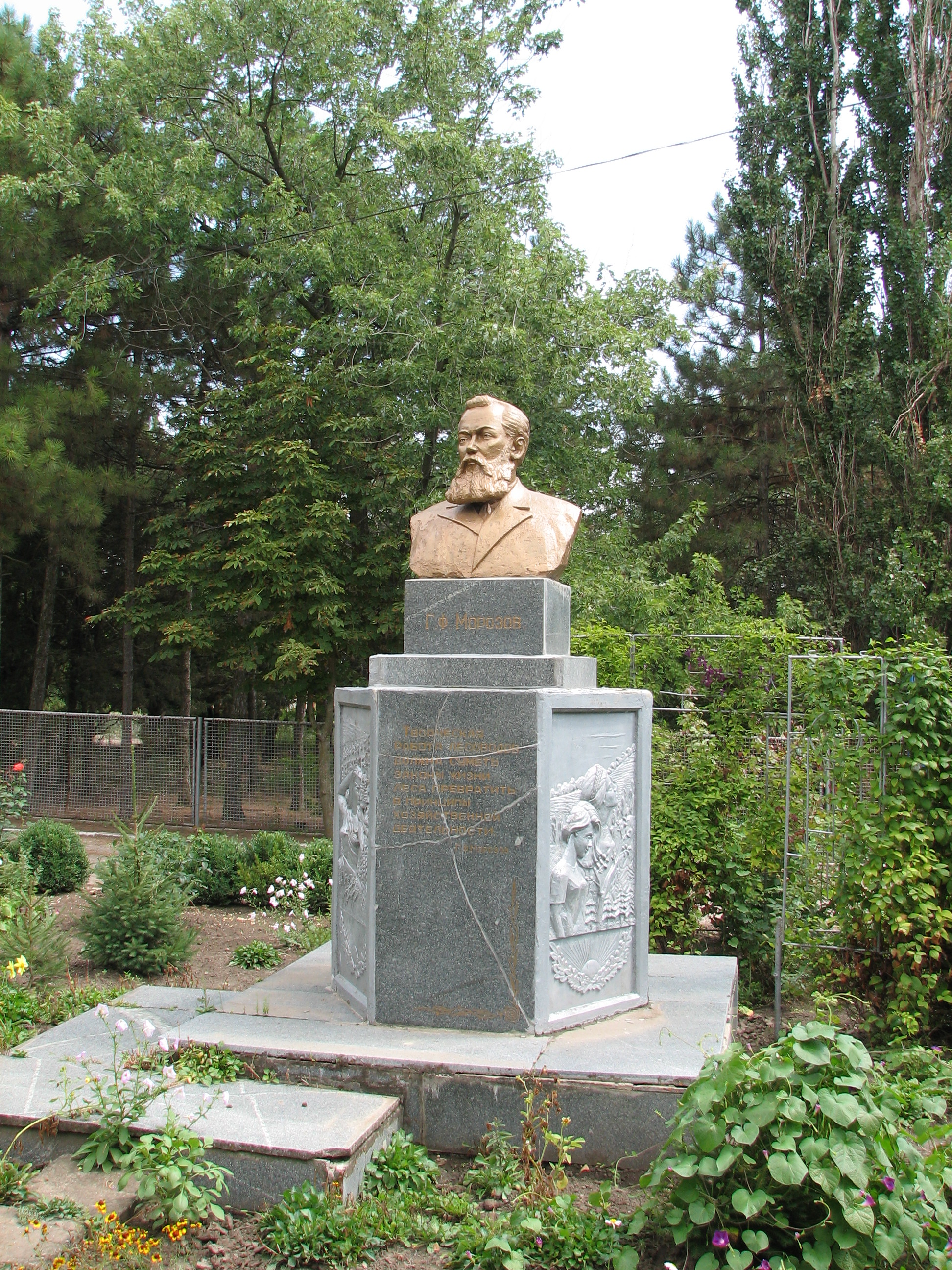
mémorial à G. F. Morozov.